# Elke Van Gorp
Elke Van Gorp (Turnhout, 12 mei 1995) is een Belgische voetbalster die vanaf seizoen 2021-22 voor Zulte Waregem speelt.

## Biografie

### Club
Van Gorp ging van KFC Lentezon Beerse naar Lierse SK, waar ze bleef tot eind 2016. Met Lierse wist ze twee jaar op rij de Beker van België te winnen. Van Gorp speelde van 2016 één seizoen bij KAA Gent. Eind 2017 maakte ze haar overstap naar RSC Anderlecht bekend.

### Red Flames
Van Gorp werd voor het eerst opgeroepen op 7 juni 2010 voor de wedstrijd Nederland-België bij de Flames -15. Deze vriendschappelijke wedstrijd eindigde in 1-0.
vanaf 8 september 2010 tot 5 oktober 2011 speelde ze voor de Flames -17, waar ze in totaal in 14 wedstrijden speelde en ze 4 keer wist te scoren.
Vanaf 16 september 2012 tot 21 juli 2014 speelde Van Gorp 20 wedstrijden voor de Flames -19 en wist in totaal 5 keer te scoren.
Haar eerste cap, voor de Red Flames, speelde ze op 13 september 2014 op een kwalificatiewedstrijd thuis tegen Griekenland. Ze wist in de 73e minuut de 10-0 te maken en zo verzilverde ze in haar eerste wedstrijd haar eerste doelpunt. De wedstrijd eindigde in 11-0.
Van Gorp is ook opgenomen in de selectie voor het Europees Kampioenschap in Nederland in 2017.
Van Gorp ging op 20 juli 2017 de geschiedenisboeken in met het eerste Belgische doelpunt ooit op een groot eindtoernooi. Philtjens zette na een sterk Noors begin de bal voor, Wullaert kopte, doelvrouw Ingrid Hjelmseth loste, Van Gorp volgde en scoorde.

## Statistieken
Bijgewerkt op 6 juli 2017
| België -15 | België -15 | België -15 |
| Jaar       | Caps       | Doelp.     |
| ---------- | ---------- | ---------- |
| 2010       | 1          | 0          |
| Total      | 1          | 0          |

| België -17 | België -17 | België -17 |
| Jaar       | Caps       | Doelp.     |
| ---------- | ---------- | ---------- |
| 2010       | 5          | 2          |
| 2011       | 9          | 2          |
| Total      | 14         | 4          |

| België -19 | België -19 | België -19 |
| Jaar       | Caps       | Doelp.     |
| ---------- | ---------- | ---------- |
| 2012       | 5          | 2          |
| 2013       | 7          | 2          |
| 2014       | 8          | 1          |
| Total      | 20         | 5          |

| België | België | België |
| Jaar   | Caps   | Doelp. |
| ------ | ------ | ------ |
| 2014   | 3      | 1      |
| 2015   | 8      | 2      |
| 2016   | 6      | 2      |
| 2017   | 2      | 1      |
| Total  | 19     | 6      |

## Palmares
- Beker van België 2015, 2016